# Super GT 2014
Navigation
Édition précédente Édition suivante
La saison 2014 de Super GT est la vingt-deuxième saison du championnat de voitures de tourisme japonais (JGTC) organisé par la fédération japonaise et aujourd'hui renommé Super GT. Cette saison est la première avec des réglementations GT500 unifiées avec le Deutsche Tourenwagen Masters, le championnat allemand de voitures de tourisme.

## Calendrier de la saison 2014
| no | Date        | Événement                       | Circuit                          | Lieu     | Pays                          |
| -- | ----------- | ------------------------------- | -------------------------------- | -------- | ----------------------------- |
| 1  | 6 avril     | Okayama GT (300 km)             | Circuit international d'Okayama  | Mimasaka | Préfecture d'Okayama, Japon   |
| 2  | 4 mai       | Fuji GT 1 (500 km)              | Fuji Speedway                    | Oyama    | Préfecture de Shizuoka, Japon |
| 3  | 1er juin    | Autopolis GT (300 km)           | Autopolis                        | Kamitsue | Préfecture de Oita, Japon     |
| 4  | 20 juillet  | Sugo GT (300 km)                | Sportsland SUGO                  | Murata   | Préfecture de Miyagi, Japon   |
| 5  | 10 août     | Fuji GT 2 (300 km)              | Fuji Speedway                    | Oyama    | Préfecture de Shizuoka, Japon |
| 6  | 31 août     | 43rd International Pokka 1000km | Circuit de Suzuka                | Suzuka   | Préfecture de Mie, Japon      |
| 7  | 6 octobre   | Buriram GT                      | Circuit international de Buriram | Buriram  | Isan, Thaïlande               |
| 8  | 16 novembre | Motegi GT (250 km)              | Twin Ring Motegi                 | Motegi   | Préfecture de Tochigi, Japon  |

## Engagés

### GT500
| Écurie                      | Constructeur | Voiture      | Pneus | no  | Pilotes                 |
| --------------------------- | ------------ | ------------ | ----- | --- | ----------------------- |
| Lexus Team Zent Cerumo      | Lexus        | Lexus RC-F   | B     | 1   | Yuji Tachikawa          |
| Lexus Team Zent Cerumo      | Lexus        | Lexus RC-F   | B     | 1   | Kohei Hirate            |
| Lexus Team LeMans ENEOS     | Lexus        | Lexus RC-F   | B     | 6   | Kazuya Oshima           |
| Lexus Team LeMans ENEOS     | Lexus        | Lexus RC-F   | B     | 6   | Yuji Kunimoto           |
| Autobacs Racing Team Aguri  | Honda        | Honda NSX-GT | B     | 8   | Vitantonio Liuzzi       |
| Autobacs Racing Team Aguri  | Honda        | Honda NSX-GT | B     | 8   | Kosuke Matsuura         |
| Keihin Real Racing          | Honda        | Honda NSX-GT | B     | 17  | Toshihiro Kaneishi (en) |
| Keihin Real Racing          | Honda        | Honda NSX-GT | B     | 17  | Koudai Tsukakoshi       |
| Weider Honda Dome Racing    | Honda        | Honda NSX-GT | M     | 18  | Naoki Yamamoto          |
| Weider Honda Dome Racing    | Honda        | Honda NSX-GT | M     | 18  | Jean-Karl Vernay        |
| Weider Honda Dome Racing    | Honda        | Honda NSX-GT | M     | 18  | Frédéric Makowiecki     |
| Weider Honda Dome Racing    | Honda        | Honda NSX-GT | M     | 18  | Takuya Izawa            |
| Lexus Team WedsSport BANDOH | Lexus        | Lexus RC-F   | Y     | 19  | Juichi Wakisaka         |
| Lexus Team WedsSport BANDOH | Lexus        | Lexus RC-F   | Y     | 19  | Yuhi Sekiguchi          |
| Epson Nakajima Racing       | Honda        | Honda NSX-GT | D     | 32  | Daisuke Nakajima        |
| Epson Nakajima Racing       | Honda        | Honda NSX-GT | D     | 32  | Bertrand Baguette       |
| Lexus Team Petronas TOM'S   | Lexus        | Lexus RC-F   | B     | 36  | Kazuki Nakajima         |
| Lexus Team Petronas TOM'S   | Lexus        | Lexus RC-F   | B     | 36  | James Rossiter          |
| Lexus Team Petronas TOM'S   | Lexus        | Lexus RC-F   | B     | 36  | Ryō Hirakawa            |
| Lexus Team KeePer TOM'S     | Lexus        | Lexus RC-F   | B     | 37  | Daisuke Ito             |
| Lexus Team KeePer TOM'S     | Lexus        | Lexus RC-F   | B     | 37  | Andrea Caldarelli       |
| Lexus Team SARD             | Lexus        | Lexus RC-F   | B     | 39  | Hiroaki Ishiura         |
| Lexus Team SARD             | Lexus        | Lexus RC-F   | B     | 39  | Oliver Jarvis           |
| Team Kunimitsu              | Honda        | Honda NSX-GT | B     | 100 | Takashi Kogure          |
| Team Kunimitsu              | Honda        | Honda NSX-GT | B     | 100 | Hideki Mutoh            |

## Résultats de la saison 2014
| Épreuve | Circuit                       | Date        | Catégorie | Pole Position                                  | Meilleur tour          | Vainqueur pilote                        | Vainqueur écurie              |
| ------- | ----------------------------- | ----------- | --------- | ---------------------------------------------- | ---------------------- | --------------------------------------- | ----------------------------- |
| 1       | Okayama                       | 6 avril     | GT500     | Kazuya Oshima Yuji Kunimoto                    | Kazuya Oshima          | Daisuke Itō Andrea Caldarelli           | Lexus Team KeePer TOM'S       |
| 1       | Okayama                       | 6 avril     | GT300     | Morio Nitta Koki Saga                          | Morio Nitta            | Nobuteru Taniguchi Tatsuya Kataoka      | Good Smile Racing & Team Ukyo |
| 2       | Fuji                          | 4 mai       | GT500     | João Paulo de Oliveira Hironobu Yasuda         | João Paulo de Oliveira | João Paulo de Oliveira Hironobu Yasuda  | Calsonic Impul                |
| 2       | Fuji                          | 4 mai       | GT300     | Kazuki Hoshino Lucas Ordóñez                   | Hiroki Katoh           | Nobuteru Taniguchi Tatsuya Kataoka      | Good Smile Racing & Team Ukyo |
| 3       | Autopolis                     | 1er juin    | GT500     | Tsugio Matsuda Ronnie Quintarelli              | Tsugio Matsuda         | Tsugio Matsuda Ronnie Quintarelli       | Nismo                         |
| 3       | Autopolis                     | 1er juin    | GT300     | Takuto Iguchi Kota Sasaki                      | Takashi Kobayashi      | Takashi Kobayashi Shinichi Takagi       | Autobacs Racing Team Aguri    |
| 4       | SUGO                          | 20 juillet  | GT500     | Kazuki Nakajima James Rossiter                 | Naoki Yamamoto         | Yuji Tachikawa Kohei Hirate             | Lexus Team Zent Cerumo        |
| 4       | SUGO                          | 20 juillet  | GT300     | Masayuki Ueda Hideki Yamauchi                  | Takuto Iguchi          | Takayuki Aoki Manabu Orido              | JLOC                          |
| 5       | Fuji                          | 10 août     | GT500     | Koudai Tsukakoshi Toshihiro Kaneishi (en)      | Yuji Tachikawa         | Naoki Yamamoto Frédéric Makowiecki      | Weider Honda Dome Racing      |
| 5       | Fuji                          | 10 août     | GT300     | Takuto Iguchi Kota Sasaki                      | Takashi Kobayashi      | Takuto Iguchi Kota Sasaki               | R&D Sport                     |
| 6       | Suzuka                        | 31 août     | GT500     | Kazuki Nakajima James Rossiter                 | James Rossiter         | Kazuki Nakajima James Rossiter          | Lexus Team Petronas TOM'S     |
| 6       | Suzuka                        | 31 août     | GT300     | Takashi Kobayashi Shinichi Takagi              | Hiroki Yoshimoto       | Akira Iida Hiroki Yoshimoto Shinya Sato | TWS LM corsa                  |
| 7       | Buriram International Circuit | 5 octobre   | GT500     | Satoshi Motoyama Masataka Yanagida             |                        | Kazuki Nakajima James Rossiter          | Lexus Team Petronas TOM'S     |
| 7       | Buriram International Circuit | 5 octobre   | GT300     | Alexandre Imperatori Vutthikorn Inthraphuvasak |                        | Kazuki Hoshino Lucas Ordóñez            | NDDP Racing with B-MAX        |
| 8       | Motegi                        | 16 novembre | GT500     | Tsugio Matsuda Ronnie Quintarelli              | Daisuke Nakajima       | Tsugio Matsuda Ronnie Quintarelli       | Nismo                         |
| 8       | Motegi                        | 16 novembre | GT300     | Katsuyuki Hiranaka Björn Wirdheim              | Björn Wirdheim         | Katsuyuki Hiranaka Björn Wirdheim       | Gainer                        |